# Telegonos
Telegonos er en person fra den græske mytologi. Han er søn af Odysseus og Kirke.
I et af de cykliske digte drog han ud for at lede efter sin far. På Ithaka kom han ved et uheld til at dræbe Odysseus, hvorefter han giftede sig med Penelope.